# Richardsita
La richardsita és un mineral de la classe dels sulfurs que pertany al grup de l'estannita. Rep el nom en honor del Dr. R. Peter Richards en reconeixement de la seva extensa investigació sobre temes relacionats amb la comprensió de la gènesi de la morfologia dels minerals.

## Característiques
La richardsita és una sulfosal de fórmula química Zn₂CuGaS₄. Cristal·litza en el sistema tetragonal. La seva duresa a l'escala de Mohs és 3.
Les mostres que van servir per a determinar l'espècie, el que es coneix com a material tipus, es troben conservades a les col·leccions mineralògiques del Museu d'Història Natural de la Universitat de Florència, a Itàlia, amb el número de catàleg: number 3555/i; i al Museu Mineral d'A. E. Seaman, a Houghton (Michigan, Estats Units), amb el número de catàleg: dm 31876.

## Formació i jaciments
Va ser descoberta a Tanzània, concretament a Merelani Hills, a les muntanyes de Lelatema, dins del districte de Simanjiro (Regió de Manyara), on es troba en forma de petits cristalls (50–400 μm) de color gris fosc, disfenoïdals, orientats epitaxalment sobre cristalls de wurtzita – esfalerita. Probablement també hagi estat descrita a la mina Tsumeb (Namíbia).